# Division de Sargodha
La division de Sargodha (en ourdou : سرگودھا ڈویژن) est une subdivision administrative du centre de la province du Pendjab au Pakistan. Elle compte près de 8,2 millions d'habitants en 2017, et sa capitale est Sargodha.
Comme l'ensemble des divisions pakistanaises, la subdivision a été abrogée en 2000 avant d'être rétablie en 2008.
La division regroupe les districts suivant :
- district de Sargodha
- district de Khushab
- district de Bhakkar
- district de Mianwali